# Alison Mosshart
Alison Nicole Mosshart, född 23 november 1978 i Vero Beach i Florida, är en amerikansk sångerska och gitarrist, känd från banden The Kills och The Dead Weather.
Mosshart inledde sin karriär som musiker 1995, som sångerska i det Florida-baserade punkbandet Discount. När bandet upplöstes 2000, efter tre utgivna album, bildade hon tillsammans med gitarristen Jamie Hince duon The Kills. I bandet använder hon artistnamnet VV och utöver att sjunga spelar hon även gitarr. 
Efter att The Kills under 2008 turnerat tillsammans med bandet The Raconteurs bildade Mosshart 2009 tillsammans med Raconteurs-medlemmarna Jack White och Jack Lawrence samt Queens of the Stone Age-gitarristen Dean Fertita gruppen The Dead Weather, vilken gav ut debutalbumet Horehound samma år.
Mosshart medverkade 2006 på Placebos sång "Meds", en duett med Brian Molko från albumet Meds. 2017 medverkade Mosshart på en alternativ version av bandet Ghosts sång "He is". Den alternativa versionen finns med på singeln.

## Diskografi
Album med Discount
- 1996 – Ataxia's Alright Tonight
- 1999 – Half-Fiction
- 2000 – Crash Diagnostic

Album med The Kills
- 2003 – Keep on Your Mean Side
- 2005 – No Wow
- 2008 – Midnight Boom
- 2011 – Blood Pressures
- 2016 – Ash & Ice

Album med The Dead Weather
- 2009 – Horehound
- 2010 – Sea of Cowards
- 2015 – Dodge and Burn